# Chaetostricha magniclavata
Chaetostricha magniclavata är en stekelart som beskrevs av Yousuf och Shafee 1988. Chaetostricha magniclavata ingår i släktet Chaetostricha och familjen hårstrimsteklar. Inga underarter finns listade i Catalogue of Life.